# Avraham Levenbraun
Avraham Levenbraun (în ebraică אברהם לבנבראון) (n. 1916, România – d. 25 august 1987) a fost un politician comunist israelian originar din România, care a deținut funcția de deputat în Knessetul (Parlamentul) statului Israel.

## Biografie
Avraham Levenbraun s-a născut în anul 1916 în România într-o familie de evrei. A fost membru al mișcării sioniste socialiste de tineret Ha’Shomer Hatzair din România. După absolvirea liceului în România, a emigrat în anul 1938 în Palestina.
În Palestina, tânărul Levenbraun a fost încadrat ca membru al kibbutz-ului Ruhama, unde a lucrat în perioada 1938-1944. În anul 1954, a devenit membru al Partidului Comunist din Israel. După sciziunea Partidului Comunist Israelian din anul 1965 în două partide, Levenbraun a făcut parte din Rakah, (Noua Listă Comunistă), care era  partidul fidel Uniunii Sovietice . Majoritatea membrilor din Partidul Rakah erau arabi.
Devine cu timpul membru al Comitetului Central al acestui partid, funcție îndeplinită până în 1985. De asemenea, a fost membru al Comitetului Executiv al Histadrut-ului (Confederația Generală a Sindicatelor din Israel).
Avraham Levenbraun a fost ales deputat în Knesset-ul (Parlamentul) Statului Israel în perioadele 1972-1974 (Knesset-ul al VII-lea), 1974 - 1977 (Knesset-ul al VIII-lea)  și februarie - iulie 1981 (Knesset-ul al IX-lea) ca reprezentant al Partidului Comunist - Rakah și apoi al blocului de extremă stângă arabo-evreiesc Hadash). În calitate de deputat, a fost membru în Comisia pentru Servicii Publice, în Comisia pentru Locuințe, în Comisia pentru Muncă și Bunăstare și apoi în Comisia pentru Constituție, legislație și drept. 
Avraham Levenbraun a decedat la data de 25 august 1987 în Israel.
Fiul său, Rami Livneh, a fost condamnat în prima instanță pentru infracțiunea de contact cu agent străin și pentru infracțiunea că nu a raportat contactele sale cu un agent străin. În prima instanță Rami Livneh a fost pedepsit cu 10 ani de închisoare pentru contacte ilegale cu agenți definiți ca ostili Statului Israel. În cadrul dosarului 439/74 de la Curtea Supremă, Rami Livneh a fost achitat de prima infracține pentru care a fost condamnat în prima instanță la 10 ani de pușcărie. Dar, Curtea Supremă a respins apelul său cu privire la condamnarea sa pentru că nu a raportat contactele sale cu un agent străin iar pedeapsa sa de patru ani de detenție a fost confirmată.

## Funcții publice în Israel
Avraham Levenbraun a deținut următoarele funcții publice:
- deputat în Knesset din partea Partidului Comunist din Israel - Rakah (1972-1977, 1981)